# Musca adiaphora
Musca adiaphora är en tvåvingeart som först beskrevs av Mayer 1779.  Musca adiaphora ingår i släktet Musca, ordningen tvåvingar, klassen egentliga insekter, fylumet leddjur och riket djur. Inga underarter finns listade i Catalogue of Life.